# Eunyoung Choi
Eunyoung Choi (en hangul, 최은영) es una ejecutiva, productora, directora y animadora surcoreana. Es presidenta y directora ejecutiva de Science SARU, un estudio de animación japonés que cofundó con Masaaki Yuasa en 2013, y se ha desempeñado como productora de los trabajos de la compañía. En 2020, tras el anuncio de que Yuasa dejaría su cargo ejecutivo en Science SARU, Choi asumió la responsabilidad de la gestión del estudio. En 2021, dirigió un cortometraje animado titulado Akakiri para la antología de cortometrajes Star Wars: Visions.

## Primeros años
Eunyoung Choi nació en Corea del Sur. Desarrollando un talento por la pintura desde la infancia, su preferencia en el estilo cambió gradualmente de la pintura realista al impresionismo y más tarde al arte moderno. Se graduó de la Universidad Yeungnam en 1998 con un bachillerato en bellas artes y escultura. Choi inicialmente no estaba interesada en la animación, pero después de mudarse a Londres para realizar estudios de arte de posgrado en Central Saint Martins, comenzó a estudiar animación de personajes. Se graduó de Central Saint Martins en 2005, y posteriormente se mudó a Japón para trabajar en la industria de la animación.

## Carrera

### Colaboraciones iniciales con Masaaki Yuasa
Después de llegar a Japón en 2005, el primer trabajo de Choi fue trabajar como animador clave en el estudio de animación Gonzo; Choi más tarde dijo que esto era un punto de lucha en su carrera. Después de enterarse de que el director Masaaki Yuasa estaba creando un equipo para una serie animada televisiva nueva, Kemonozume (2006), en el estudio de animación Madhouse, Choi envió su portafolio y fue seleccionada para trabajar en el proyecto. El trabajo de Choi en Kemonozume como animador clave y director de animación de episodios ganó elogios de otros animadores y fanáticos. Yuasa y Choi continuaron trabajando juntos en proyectos posteriores producidos en Madhouse a lo largo de la década de 2000, incluida la serie animada Kaiba (2008) y The Tatami Galaxy (2010); Independientemente de Yuasa, Choi también trabajó en otras producciones de Madhouse, incluida Casshern Sins (2008-09)..

### Liderando Ankama Japón
En 2009, Choi devenía director de estudio de Ankama Japón, una subsidiaria con sede en Japón de la compañía francesa de entretenimiento y animación Ankama. El estudio recién inaugurado combinó técnicas de animación digital y dibujada a mano creadas a través de Adobe Animate. Ankama Japan trasladó a 25 animadores europeos a su estudio en Tokio y produjo un episodio de la serie animada de Wakfu de la compañía titulado Noximilien the Watchmaker; Choi dirigió el episodio, mientras que Yuasa se desempeñó como diseñador de personajes. En 2011, Ankama cerró el estudio de Japón. Sin embargo, Choi sintió que las ideas de mezclar técnicas de animación digital y dibujada a mano, así como trabajar con un personal multicultural, eran importantes para que la industria japonesa continuara. Estas ideas sirvieron como base para su posterior estudio, Science SARU. Después de la fundación del estudio, varios de los antiguos miembros de Ankama Japón, incluido el director del Equipo Creativo y Jefe de Animación Flash, Abel Góngora, fueron de los primeros en unirse a la nueva compañía.

### Fundación de Science SARU
Tras el cierre de Ankama Japón, Choi y Yuasa continuaron colaborando. Juntos, produjeron el cortometraje de animación Kick-Heart (2013), que fue el primer proyecto de animación japonés a gran escala que se financió con éxito en Kickstarter. Durante la producción de Kick-Heart, Choi propuso establecer un estudio con Yuasa; en febrero de 2013 se constituyó la nueva empresa Science SARU. Por el fin de 2013, la compañía había expandido a un personal de cinco. Choi jugó un papel decisivo en el establecimiento de la metodología de producción de Science SARU (que combina animación digital y dibujada a mano) y en la contratación de su personal multicultural. El primer proyecto del estudio fue un episodio de la serie animada estadounidense Adventure Time titulada Food Chain (2014). Yuasa dirigió el episodio, mientras que Choi se desempeñó como director creativo. Posteriormente, el episodio fue nominado para un premio Annie y en Annecy. En 2014, Choi también dirigió episodios de la serie de televisión animada de Yuasa Ping Pong the Animation (2014) y la serie de televisión de Bones Space Dandy (2014). También dirigió la miniserie promocional corta What's Debikuro? (2014), diseñado para promocionar la película de acción real Miracle: Devil Claus' Love and Magic (2014). Al año siguiente, Choi dirigió el video musical Song of Four Seasons (2015).

### Transición a producir
A medida que Science SARU aumentó su número de producciones, Choi cambió su enfoque de la animación y la dirección a la producción y gestión del estudio. A principios de 2016, la compañía estaba lista para emprender su primer proyecto a gran escala y comenzó la producción de su primer largometraje, Lu Over the Wall (2017). La película se produjo en menos de 16 meses usando una combinación de técnicas de animación dibujadas a mano y asistidas digitalmente. Durante la producción de Lu Over the Wall, Science SARU recibió la oportunidad de producir una segunda película, la comedia romántica The Night Is Short, Walk On Girl (2017). Esto dio como resultado que el trabajo de preproducción de The Night Is Short, Walk On Girl se superpusiera con la postproducción de Lu Over the Wall. Aunque Lu Over the Wall se completó primero, se lanzó después de The Night Is Short, Walk On Girl. Choi se desempeñó como productor de animación en ambas películas, que recibieron elogios inmediatos de la crítica. Lu Over the Wall recibió el Annecy Cristal du long métrage, el premio Ōfuji Noburō de los Mainichi Film Awards, y el Gran Premio de Animación del Japan Media Arts Festival. The Night is Short, Walk On Girl recibió el Premio de Cine de la Academia Japonesa a la Animación del Año, el Gran Premio a la Mejor Película de Animación en el Ottawa International Animation Festival, y ha sido catalogada como una de las mejores películas animadas japonesas de la década.
En 2018, Choi se desempeñó como productora de animación de la primera serie animada de Science SARU, la acción/horror Devilman crybaby (2018). Estrenada en todo el mundo por Netflix, la serie fue un éxito internacional masivo e inmediato, con el 90% de los espectadores de la serie fuera de Japón. La serie ganó los Crunchyroll Anime Awards por Anime del año y Director del año, y fue catalogada como una de las mejores series animadas japonesas de la década.
En 2019, Choi produjo la película romántica Ride Your Wave (2019), que recibió las mejores críticas del estudio hasta la fecha. La película recibió nominaciones en el Festival de Annecy, los premios Annie, y en los Premios de cine de Mainichi, y ganó los premios al Mejor Largometraje de Animación en el Festival Internacional de Cine de Shanghái, el Fantasia International Film Festival y el Festival de Cine de Sitges. Choi también produjo la serie de televisión de comedia Super Shiro (2019), inspirada en la popular franquicia de manga y anime Crayon Shin-chan.
En 2020, Choi produjo dos series animadas: la serie de televisión de comedia Keep Your Hands Off Eizouken. (2020), y la serie de Netflix Japan Sinks: 2020 (2020). ¡Keep Your Hands Off Eizouken! ganó el premio Galaxy de la Asociación Japonesa de Críticos de Radiodifusión en el mes de marzo de 2020, recibió elogios de la crítica como una de las mejores series animadas japonesas de la temporada y del año en general, y fue reconocida por The New York Times y The New Yorker como una de las mejores series de televisión de 2020. La serie también ganó los Crunchyroll Anime Awards a Director del Año y Mejor Animación, fue galardonado con el Gran Premio de Animación de Televisión en los Tokyo Anime Awards, y recibió el Gran Premio de Animación del Festival Japan Media Arts. Japan Sinks: 2020 atrajo la atención por su multiculturalismo e inclusión, y fue nombrada como una de las mejores series de anime de 2020. El primer episodio de la serie fue galardonado con el Premio del Jurado de Annecy a una Serie de Televisión, y la serie en su conjunto recibió dos nominaciones en los Crunchyroll Anime Awards. Una versión de película compilatoria de Japan Sinks: 2020 se estrenó posteriormente en los cines japoneses en noviembre de 2020, y recibió un Premio de Selección del Jurado en el Festival Japan Media Arts; Choi desempeñó como productora de animación para la compilación de la película.
El 25 de marzo de 2020, Masaaki Yuasa renunció como presidente y director representante de Science SARU. Posteriormente, Choi se convirtió en director ejecutivo y presidente del estudio y señaló que, además de trabajar con Yuasa en futuras producciones, el estudio buscará desarrollar proyectos adicionales con otros directores.
En 2021, Choi produjo un par de proyectos relacionados: el  largometraje de Yuasa, Inu-Oh (2021), y la serie de televisión animada Heike Monogatari (2021). Ambos están basados en obras del novelista Hideo Furukawa. La película de drama musical de Yuasa Inu-Oh, que está basada en la novela del mismo nombre de Furukawa, hizo su debut mundial en el 78.º Festival Internacional de Cine de Venecia en septiembre de 2021; un estreno en cines mundial está programado para realizarse durante el año 2022. La serie animada Heike Monogatari, basada en la traducción de Furukawa de la épica narrativa histórica japonesa antigua del mismo nombre,  serie dirigida por la destacada directora Naoko Yamada, se estrenó en plataformas de transmisión global en septiembre de 2021 antes de una transmisión de televisión nacional japonesa programada para enero de 2022.
También en 2021, Choi anunció su regreso a la dirección con la revelación de que dirigiría uno de los nueve cortometrajes creados para Star Wars: Visions (2021), un proyecto de antología de cortometrajes que expande el universo de Star Wars para Disney+. El cortometraje con el que contribuyó, titulado Akakiri, se centra en la historia de una princesa y un Jedi. Además de Akakiri, Choi también supervisó un segundo corto producido en Science SARU para la antología; titulado T0-B1, este corto adicional fue dirigido por Abel Góngora. Ambos cortometrajes se estrenaron en todo el mundo el 22 de septiembre de 2021 en Disney+.

## Trabajos
| Año      | Título                                                  | Formato                      | Directora                                | Guionista       | Productora                   | Storyboard           | Directora de animación | Animadora Clave                                               | Notas  |
| -------- | ------------------------------------------------------- | ---------------------------- | ---------------------------------------- | --------------- | ---------------------------- | -------------------- | ---------------------- | ------------------------------------------------------------- | ------ |
| 2006     | Witchblade                                              | Serie de televisión          |                                          |                 |                              |                      |                        | Sí (episodio 2)                                               | [ 75 ] |
| 2006     | Kemonozume                                              | Serie de televisión          |                                          |                 |                              |                      | Sí (episodio 6)        | Sí (episodios 1 a 3, 5, 8; título preliminar del episodio 10) | [ 75 ] |
| 2006-07  | Tokyo Tribe2                                            | Serie de televisión          |                                          |                 |                              |                      |                        | Sí (episodio 6)                                               | [ 75 ] |
| 2006-07  | Ghost Slayers Ayashi                                    | Serie de televisión          |                                          |                 |                              |                      |                        | Sí (episodio 12)                                              | [ 75 ] |
| 2008     | Kaiba                                                   | Serie de televisión          | Sí (episodios 5 y 8)                     | Sí (episodio 5) |                              | Sí (episodios 5 y 8) | Sí (episodios 5 y 8)   | Sí (episodios 5, 8 y 11)                                      | [ 75 ] |
| 2008-09  | Casshern Sins                                           | Serie de televisión          | Sí (episodio 20)                         |                 |                              | Sí (episodio 20)     | Sí (episodio 20)       | Sí (episodio 5, 20, 22 y 24)                                  | [ 75 ] |
| 2010     | Wakfu: Noximilien the Watchmaker                        | Episodio de televisión       | Sí                                       |                 |                              | Sí                   |                        |                                                               | [ 13 ] |
| 2010     | The Tatami Galaxy                                       | Serie de televisión          | Sí (episodio 10)                         |                 |                              | Sí (episodio 10)     |                        | Sí (episodio 10)                                              | [ 75 ] |
| 2013     | Kick-Heart                                              | Cortometraje                 | Sí (asistente de dirección)              |                 |                              |                      | Sí                     |                                                               | [ 75 ] |
| 2014     | Adventure Time: Food Chain                              | Episodio de televisión       | Sí (dirección creativa)                  |                 | Sí                           |                      |                        |                                                               | [ 76 ] |
| 2014     | Space Dandy                                             | Serie de televisión          | Sí (episodio 9)                          | Sí (episodio 9) |                              |                      |                        | Sí (episodio 9)                                               | [ 22 ] |
| 2014     | Ping Pong The Animation                                 | Serie de televisión          | Sí (episodio 10)                         |                 |                              |                      |                        | Sí (Secuencia de ending)                                      | [ 75 ] |
| 2014     | What's Debikuro?                                        | Promocional Mini-Series      | Sí (episodios desde 1 al 3)              |                 |                              |                      |                        |                                                               | [ 23 ] |
| 2014–15  | Garo: The Animation                                     | Serie de televisión          | Sí (secuencia de créditos de opertura 1) |                 |                              |                      |                        | Sí (secuencia de créditos de opertura 1)                      | [ 75 ] |
| 2015     | Song of Four Seasons                                    | Vídeo de música              | Sí                                       |                 |                              |                      |                        |                                                               | [ 25 ] |
| 2015     | Crayon Shin-chan: My Moving Story! Cactus Large Attack! | Largometraje                 |                                          |                 |                              |                      |                        | Sí (asistente de animación)                                   | [ 75 ] |
| 2017     | The Night Is Short, Walk On Girl                        | Largometraje                 |                                          |                 | Sí (productora de animación) | Sí                   |                        |                                                               | [ 75 ] |
| 2017     | Lu Over the Wall                                        | Largometraje                 |                                          |                 | Sí (productora de animación) |                      |                        |                                                               | [ 5 ]  |
| 2018     | Devilman crybaby                                        | ONA                          |                                          |                 | Sí (productora de animación) |                      |                        |                                                               | [ 75 ] |
| 2019     | Ride Your Wave                                          | Largometraje                 |                                          |                 | Sí                           |                      |                        |                                                               | [ 75 ] |
| 2019@–20 | Super Shiro                                             | ONA                          |                                          |                 | Sí                           |                      |                        |                                                               | [ 75 ] |
| 2020     | Keep Your Hands Off Eizouken!                           | Serie de televisión          |                                          |                 | Sí                           |                      |                        |                                                               | [ 75 ] |
| 2020     | Japan Sinks: 2020                                       | ONA                          |                                          |                 | Sí                           |                      |                        |                                                               | [ 66 ] |
| 2020     | Japan Sinks: 2020 Theatrical Edition                    | Largometraje de recopilación |                                          |                 | Sí (productora de animación) |                      |                        |                                                               | [ 77 ] |
| 2021     | Inu-Oh                                                  | Largometraje                 |                                          |                 | Sí                           |                      |                        |                                                               | [ 73 ] |
| 2021     | Heike Monogatari                                        | ONA                          |                                          |                 | Sí                           |                      |                        |                                                               | [ 75 ] |
| 2021     | Star Wars: Visions - Akakiri                            | Cortometraje                 | Sí                                       |                 |                              |                      |                        |                                                               | [ 4 ]  |